# Qarah Cham
Qarah Cham (persiska: قَرِه چَم, قره چم) är en ort i Iran.   Den ligger i provinsen Qazvin, i den nordvästra delen av landet, 240 km nordväst om huvudstaden Teheran. Qarah Cham ligger 342 meter över havet och antalet invånare är 126.
Terrängen runt Qarah Cham är kuperad åt sydväst, men åt nordost är den bergig.Runt Qarah Cham är det ganska glesbefolkat, med 29 invånare per kvadratkilometer. Närmaste större samhälle är Āltīn Kosh, 5,3 km söder om Qarah Cham. Trakten runt Qarah Cham består i huvudsak av gräsmarker.